# Panurgopsis setosa
Panurgopsis setosa är en tvåvingeart som först beskrevs av Frederick Knab 1914.  Panurgopsis setosa ingår i släktet Panurgopsis och familjen lövflugor.
Artens utbredningsområde är Guam. Inga underarter finns listade i Catalogue of Life.